# PONI-CAMP
PONI-CAMP（ポニーキャンプ）は日本のバンド。メンバーはエナポゥ、レイ、ナカジマノブ。

## 経歴
ロリータ18号に在籍していたエナゾウ（後にエナポゥ）とレイが当時一緒にパーソナリティを務めたラジオ・文化放送「インディーズ大辞典」で意気投合。エナゾウがロリータ18号を脱退し、エナポゥに改名。レイは古くからの友人ナカジマノブを誘い、PUFFY（パフィー）のサポートで数回音楽番組に出演。
或るPUFFYのTV番組出演時に「この3人のバックバンド名をテロップで出したい」と言われ、エナポゥがその場で急遽「PONI-CAMP」と命名した。
そして、エナポゥを中心としてこの三人でPONI-CAMPを結成。
自主制作で2本のカセットテープ、シングルを作成。
LOFT RECORDS/TIGER HOLE CHOICEよりミニアルバム、フルアルバムをリリース。

## メンバー

### エナポゥ
ボーカル、ギター
東京都出身。愛称はエナ、ポニ。DUNCAN’S DIVAS、nelca、BANANA TRAP。声優、イラストレーター、ナレーション、ラジオDJ、他。

### レイ
ベース、コーラス、ボーカル
神奈川県出身。PONI-CAMPのリーダー。BANANA TRAP。

### ナカジマノブ
ドラムス、コーラス
東京都出身。愛称はノブ。歌って喋れるマルチドラマー。人間椅子、ドミンゴス、華吹雪、Theゆうたろうバンド、最鋭輝隊、BOZE STYLE、本田恭章、他。

## ディスコグラフィー

### 1st cassette tape『3TRACKS TAPE』
1.DARLING
2.はにぽ
3.SING

### 2nd cassette tape『3TRACKS TAPE 2』
1.YOU
2.プリズム
3.Marky

### mini album『／U.U＼』
1. ／U.U＼
2.99 Red Balloons
3.ファントム
4.はにぽ
5.SING（カセット・リマスタリングver.）
6.DARLING（カセット・リマスタリングver.）
7.はにぽ（chiaki ver.）

### 1st full album『Lop-Eared POP STAR☆』
1.First step
2.プリズム
3.moco
4.YOU
5.GIVE ME UP
6.NELI
7.トレイン
8.PONI-JET
9.Marky
10.3rd STAR☆
11.mother
12.ペロコア（…and secret tarck!）

### 1st single『DON’T PUNK OUT! E.P.』
1.WORLD TRAVELER
2.LUV SONG
3.SMILE